# Атлетик (футбольный клуб, Эскальдес)
«Атлетик» (кат. Atlètic Club d’Escaldes) — андоррский футбольный клуб из Эскальдес-Энгордани, выступающий в чемпионате Андорры. Домашние матчи проводит на стадионах Федерации футбола Андорры. Президент клуба — Петра Шелленс.

## История
Команда была основана 20 мая 2002 года. В своём первом сезоне 2002/03 команда выступала во втором дивизионе Андорры. Тогда «Атлетик» стал бронзовым призёром первенства, уступив лишь «Каза Эстрелья дель Бенфика» и «Энгордань». В следующем сезоне 2003/04 команда стала победителем Сегона Дивизио и вышла в высший дивизион. Следующие три сезона «Атлетик» провёл в чемпионате Андорры, вылетев в низший дивизион в сезоне 2006/07. Наилучшее выступление клуб показал в чемпионате Андорры 2005/06 заняв 6 место.
В сезоне 2008/09 «Атлетик» стал серебряным призёром Сегона Дивизио, уступив лишь «Энкаму». В сезоне 2014/15 главным тренером команды стал Луис Карлос Гонсалвис Вентура, который до этого возглавлял «Принсипат».
Сезон 2017/18 команда завершила на втором месте, получив право побороться за путёвку в чемпионат Андорры. По итогам двух матчей «Атлетик» уступил «Энкаму» и остался в Сегоне. Уже в следующем сезоне команда занимает первое место в турнире и получает прямую путёвку в Примера Дивизио. В высшем дивизионе страны команду возглавил Герман Канал, помощником которого становится Даниэль Феррон.
C сезона 2020/21 начинается рассвет клуба. В 2021 году «Атлетик» впервые добрался до финала кубка, уступив в борьбе за трофей «Сан-Жулии» (1:2). В следующем розыгрыше команда также дошла до финала и на сей раз вышла победителем, обыграв «Экстременью» со счётом 4:1. Победа в кубке позволила команде дебютировать в еврокубках. В соперниках по первому квалификационному раунду Лиги Конференций УЕФА клубу попался мальтийский «Гзира Юнайтед». Матч на выезде закончился со счётом 1:1, а дома команды за 90 минут не забили друг другу голов. Всё решил гол, забитый игроком мальтийского клуба в добавленное время на 105-й минуте.
В следующем сезоне клуб возглавил бывший аргентинский игрок Федерико Бессоне. Под его руководством «Атлетик» впервые стал победителем чемпионата и получил право дебютировать уже в Лиге Чемпионов УЕФА. В предварительном квалификационном раунде жребий свёл андоррскую команду с клубом из Черногории «Будучност». В матче, проходившем в исландском Коупавогюре, «Атлетик» потерпел поражение со счётом 0:3. Теперь команде предстоит сыграть во втором квалификационном раунде Лиги Конференций УЕФА.

## Стадион
Футбольная федерация Андорры проводит матчи Примера и Сегона Дивизио на принадлежащих ей стадионах. Также федерация распределяет стадионы и поля для тренировок для каждой команды. «Комуналь д’Андорра-ла-Велья» вмещает 1299 человек и находиться в Андорра-ла-Велья, «Комуналь д’Ашоваль» расположен на юге Андорры в Сан-Жулиа-де-Лория и вмещает 899 зрителей. Иногда матчи проводятся в приграничном с Андоррой испанском городе Алас-и-Серк, на стадионе «Сентре Эспортиу д'Алас», вмещающем 1500 человек.

## Достижения
- Победитель Примера Дивизио: 2022/23
- Победитель Кубка Андорры: 2022
- Финалист Кубка Андорры (1): 2021
- Победитель Сегона Дивизио (2): 2003/04, 2018/19
- Серебряный призёр Сегона Дивизио (2): 2008/09, 2017/18
- Бронзовый призёр Сегона Дивизио: 2002/03

## Статистика

### Внутренние первенства
| Сезон   | Дивизион        | Место в чемпионате | И  | В  | Н  | П  | ГЗ | ГП | О  | Кубок Андорры | Примечание                     |
| ------- | --------------- | ------------------ | -- | -- | -- | -- | -- | -- | -- | ------------- | ------------------------------ |
| 2002/03 | Сегона Дивизио  | 3 из 7             | 18 | 7  | 3  | 8  | 37 | 40 | 24 | 1/8 финала    |                                |
| 2003/04 | Сегона Дивизио  | 1 из 9             | 16 | 14 | 1  | 1  | 66 | 12 | 43 | 1/16 финала   | Повышение                      |
| 2004/05 | Примера Дивизио | 8 из 8             | 14 | 2  | 0  | 12 | 11 | 49 | 6  | 1/8 финала    |                                |
| 2005/06 | Примера Дивизио | 6 из 8             | 20 | 8  | 4  | 8  | 21 | 27 | 28 | 1/4 финала    |                                |
| 2006/07 | Примера Дивизио | 8 из 8             | 20 | 4  | 3  | 13 | 18 | 44 | 15 | 1/4 финала    | Понижение                      |
| 2007/08 | Сегона Дивизио  | 6 из 9             | 16 | 5  | 2  | 9  | 30 | 33 | 17 | 1/8 финала    |                                |
| 2008/09 | Сегона Дивизио  | 2 из 7             | 18 | 10 | 4  | 4  | 40 | 26 | 34 | 1/16 финала   | Плей-офф за место в чемпионате |
| 2009/10 | Сегона Дивизио  | 6 из 8             | 14 | 2  | 3  | 9  | 13 | 37 | 6  | 1/16 финала   |                                |
| 2010/11 | Сегона Дивизио  | 6 из 10            | 18 | 5  | 2  | 11 | 32 | 54 | 17 | 1/8 финала    |                                |
| 2011/12 | Сегона Дивизио  | 4 из 10            | 18 | 10 | 1  | 7  | 33 | 37 | 31 | 1/32 финала   |                                |
| 2012/13 | Сегона Дивизио  | 4 из 12            | 22 | 11 | 5  | 6  | 53 | 40 | 38 | 1/16 финала   | Плей-офф за место в чемпионате |
| 2013/14 | Сегона Дивизио  | 12 из 15           | 14 | 3  | 1  | 10 | 25 | 48 | 10 | 1/32 финала   |                                |
| 2014/15 | Сегона Дивизио  | 2 из 11            | 16 | 10 | 3  | 3  | 59 | 22 | 33 |               | Плей-офф за место в чемпионате |
| 2015/16 | Сегона Дивизио  | 3 из 14            | 23 | 18 | 2  | 3  | 59 | 13 | 56 | 1/8 финала    |                                |
| 2016/17 | Сегона Дивизио  | 4 из 10            | 23 | 11 | 3  | 9  | 81 | 41 | 36 | 1/4 финала    |                                |
| 2017/18 | Сегона Дивизио  | 2 из 10            | 22 | 15 | 2  | 5  | 59 | 23 | 47 | 1/8 финала    | Плей-офф за место в чемпионате |
| 2018/19 | Сегона Дивизио  | 1 из 10            | 18 | 15 | 1  | 2  | 82 | 15 | 46 | 1/4 финала    | Повышение                      |
| 2019/20 | Примера Дивизио | 6 из 8             | 24 | 8  | 6  | 10 | 32 | 29 | 30 | 1/8 финала    |                                |
| 2020/21 | Примера Дивизио | 4 из 8             | 20 | 6  | 7  | 7  | 29 | 26 | 25 | Финалист      |                                |
| 2021/22 | Примера Дивизио | 4 из 8             | 27 | 11 | 10 | 6  | 44 | 30 | 43 | Победитель    |                                |
| 2022/23 | Примера Дивизио | 1 из 8             | 28 | 19 | 6  | 3  | 68 | 19 | 63 | 1/8 финала    |                                |

### Выступления в еврокубках
| Сезон   | Турнир                | Раунд                                  | Соперник           | Дома           | В гостях | Общий счёт     |  |
| ------- | --------------------- | -------------------------------------- | ------------------ | -------------- | -------- | -------------- |  |
| 2022/23 | Лига конференций УЕФА | Первый квалификационный раунд          | Гзира Юнайтед      | 0:1 (доп. вр.) | 1:1      | 1:2 (доп. вр.) |  |
| 2023/24 | Лига Чемпионов УЕФА   | Предварительный квалификационный раунд | Будучност          |                |          | 0:31           |  |
| 2023/24 | Лига конференций УЕФА | Второй квалификационный раунд          | Партизани или БАТЭ |                |          |                |  |

Примечание
 ↑  Матчи предварительного квалификационного раунда Лиги Чемпионов УЕФА проходят в одну встречу. В сезоне 2023/24 местом проведения был выбран Коупавогюр, Исландия